# علي جراح الصباح
الشيخ علي جراح صباح الصباح (مواليد 20 يناير 1950)؛ عسكري كويتي سابق ، وزير شؤون الديوان الأميري السابق خلال الفترة 19 ديسمبر 2017 حتى 28 يوليو 2021 ، وهو من أحفاد الشيخ محمد بن صباح الصباح حاكم الكويت الأسبق.

## حياته العلمية
تخرج من مدرسة المظلات وقوات الأمن الخاصة ويحمل شهادة الجمعية البريطانية للقفز بالمظلات.

## حياته الاجتماعية
الشيخ علي بن جراح بن صباح بن محمد حاكم الكويت السادس بن صباح بن جابر بن عبد الله الصباح متزوج ولديه من الأبناء:
- الشيخة نوف علي الجراح الصباح
- الشيخة نورة علي الجراح الصباح
- الشيخ أحمد علي الجراح الصباح
- الشخية مريم علي الجراح الصباح
- الشيخة مشاعل علي الجراح الصباح
- الشيخة مي علي الجراح الصباح
- الشيخة موضي علي الجراح الصباح

## حياته العملية

### مناصب شغلها سابقاً
- ملحق بالإدارة الاقتصادية بوزارة الخارجية عام 1972.
- من سكرتير ثالث إلى سكرتير أول في سفارة الكويت لدى إيران (1973 – 1975).
- مدير الاستثمارات المحلية والعربية - وزارة المالية (1975 – 1983).
- رئيس اللجنة التأسيسية – شركة وربة للتأمين (1976 – 1977).
- مكتب الاستثمار الكويتي – لندن (1976 – 1978).
- رئيس اللجنة التأسيسية – بيت التمويل الكويتي (1977 – 1978).
- عضو مجلس إدارة الشركة المصرية الكويتية للتطور العقاري مصر (فبراير 1978 – نوفمبر 1981).
- رئيس مجلس إدارة شركة إعادة التأمين الكويتية (1979 – 1983).
- نائب رئيس مجلس إدارة شركة التأمين البحرينية الكويتية (1979 – 1983).
- عضو تأسيسي ورئيس البنك الكويتي التونسي (1981 – 1983).
- رئيس مجلس إدارة الشركة المصرية الكويتية للتنمية العقارية (مصر) (نوفمبر 1981 _ مايو 2000).
- رئيس وفد الكويت وعضو لجنة الاتفاقية العربية لحماية الاستثمارات.
- عضو مجلس إدارة بنك البحرين والشرق الأوسط (يوليو 1982 – مارس 2006).
- عضو مجلس إدارة بنك برقان (الكويت) (1983).
- رئيس مجلس الإدارة والعضو المنتدب – بنك برقان (1983 – 1988).
- عضو مجلس إدارة آسيا الدولي – هونغ كونغ (مايو 1985 – إبريل 2001).
- رئيس مجلس إدارة «بنك آسيا الدولي» (اكتوبر 1985 – إبريل 2001).
- رئيس اللجنة التنفيذية – بنك البحرين والشرق الأوسط (1989 – 1990).
- نائب رئيس اللجنة التنفيذية، بنك البحرين والشرق الأوسط (1991 – 1999).
- عضو مؤسس وعضو إدارة المؤسسة العربية المصرية abc) (البحرين) (مارس 1998 – إبريل 2001).
- عضو اللجنة التنفيذية، «بانكو أتلانتيكو» – (أسبانيا) (يوليو 1999 – يناير 2002).
- عضو اللجنة التنفيذية – بنك البحرين والشرق الأوسط (2000 – 2004).
- رئيس مجلس إدارة بنك البحرين والشرق الأوسط ورئيس اللجنة التنفيذية (مارس 2000 – مارس 2006).

### العمل الحكومي
- وفي 9 فبراير 2006 صدر مرسوماً بتشكيل الحكومة حيث عُين وزيرًا للشؤون الاجتماعية والعمل [2] وفي 28 مايو 2006 عُين إضافة لمنصبه وزيراً للتجارة والصناعة. [3] وشغل المنصبين حتى 10 يوليو 2006.
- وفي 10 يوليو 2006 صدر مرسوماً بتشكيل الحكومة حيث عُين وزيرًا للطاقة [4] وشغل المنصب حتى 25 مارس 2007
- وفي 25 مارس 2007 صدر مرسوماً بتشكيل الحكومة حيث عُين وزيراً للنفط [5] وشغل المنصب حتى 30 يونيو 2007 حيث استقال من منصبه وصدر مرسوماً بقبول استقالة. [6]
- في 28 يوليو 2007 صدر مرسوماً بتعينه نائبًا لوزير شؤون الديوان الأميري. [7]
- وفي 19 ديسمبر 2017 صدر مرسوماً بتعينه وزيراً شؤون الديوان الأميري [8] وشغل المنصب حتى 28 يوليو 2021 حيث تم إعفائه من منصبه. [9]

## إعلان وفاة أمير الكويتالشيخ صباح الأحمد
في عصر يوم 29 سبتمبر 2020 الموافق 12 صفر 1442 هـ، أعلن الشيخ علي الجراح الصباح، وزير شؤون ديوان دولة الكويت الأميري، وفاة أمير الكويت الخامس عشر الشيخ صباح الأحمد الجابر الصباح عن عمر ناهز 91 عامًا بمدينة روشستر بالولايات المتحدة الأمريكية في بيان متلفز بث على شاشة تلفزيون الكويت.

## أوسمة حصل عليها
حصل على نوط معركة عاصفة الصحراء ووسام تحرير الكويت 